# 史蒂夫·巴杰
史蒂夫·巴杰（英語：Steve Badger，1956年10月19日—），澳大利亚、加拿大男子游泳运动员。他曾代表澳大利亚参加1974年英联邦运动会游泳比赛，获得二枚金牌和二枚铜牌。